# Nốt tròn ba

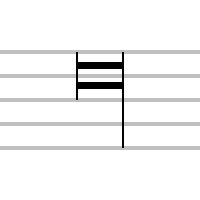
Nốt tròn ba với phần đuôi nốt hướng xuống

Nốt tròn ba (tiếng Anh: longa) là một hình nốt nhạc có trường độ tương đương hai hoặc nốt tròn đôi và bốn đến sáu nốt tròn. Nốt này hiếm gặp.
Trong các bản chép nhạc thời Trung cổ, khi mà vẫn chưa có vạch nhịp thì người ta vẫn thường dùng nốt tròn ba. Ngày đó nốt này là nốt có trường độ dài nhất và được dùng trong bình ca Gregoriano.
Tương tự số phận của nốt tròn tư và nốt tròn đôi, nốt tròn ba cũng rơi vào quên lãng. Không thể dùng nốt này được khi mà các phong cách âm nhạc bắt đầu thay đổi mẫu hình giai điệu-nhịp điệu còn nhịp thì được chuẩn hóa cho thực dụng hơn. Hiện người ta hầu như không dùng nốt này trong soạn nhạc bởi trường độ của nó không phù hợp. Tuy nhiên, dấu lặng tròn ba vẫn thi thoảng được dùng nhằm biểu hiện khoảng lặng kéo dài qua nhiều ô nhịp. Trong những trường hợp hiếm hoi dùng nốt này, người viết nhạc sử dụng các số chỉ nhịp đặc biệt như 8/2, 16/4,...

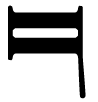
Một hình thức nốt tròn ba trong văn bản cổ
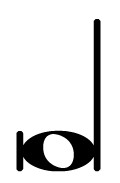
Một hình thức nốt tròn ba trong văn bản hiện đại
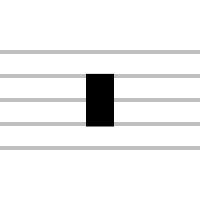
Dấu lặng tròn ba